# Aap Ka Suroor – The Real Love Story
Aap Kaa Surroor – indyjski film wyreżyserowany w 2007 roku przez debiutanta Prashant Chadha. To debiut aktorski Himesh Reshammiya, sławnego w Indiach kompozytora muzyki filmowej i piosenkarza, którego głos słychać w playbacku w wielu filmach w hindi. U jego boku występują Hansika Motwani i Mallika Sherawat. Himesh twierdzi, że film opowiada jego własną historię. Tytuł pochodzi od jego ostatniego albumu muzycznego Aap Ka Suroor. Film kręcono w przeważnie w Niemczech i Tajlandii.

## Obsada
- Himesh Reshammiya – gra siebie / HR
- Hansika Motwani – Ria
- Mallika Sherawat – Ruby
- Raj Babbar – ojciec Nadia Merchant
- Darshan Jariwala – Khurana
- Shravan – Shravan

## Muzyka i piosenki
Muzykę skomponował grający główną rolę i śpiewający własne piosenki Himesh Reshammiya, nominowany za muzykę do filmów: Humraaz (2002), Tere Naam (2003), Aksar (2006), Aashiq Banaya Aapne', autor muzyki do takich filmów jak W sieci miłości, Dil Maange More, Vaada, Blackmail, Yakeen, Kyon Ki, Shaadi Se Pehle, Chup Chup Ke, Dil Diya Hai, Namastey London, Ahista Ahista, Shakalaka Boom Boom, Apne, Maine Pyaar Kyun Kiya?, Silsilay, 36 China Town, Banaras – A Mystic Love Story, Fool and Final, Good Boy Bad Boy, Welcome i Karzzzz.
| Piosenkę          | śpiewa(ją)                         |      |
| ----------------- | ---------------------------------- | ---- |
| Assalam Vaalekum  | Himesh Reshammiya                  | 6.00 |
| Tera Mera Milna   | Himesh Reshammiya, Shreya Ghosal   | 5.50 |
| Jhoot Nahin Bolna | Himesh Reshammiya, Shreya Ghosal   | 6.10 |
| Tanhaiyaan        | Himesh Reshammiya, Sunidhi Chauhan | 5.06 |
| Ya Ali            | Himesh Reshammiya, Sunidhi Chauhan | 4.32 |
| Tere Bina         | Himesh Reshammiya                  | 5.35 |
| Kya Jeena         | Himesh Reshammiya                  | 5.14 |
| Mehbooba          | Asha Bhosle, Himesh Reshammiya     | 4.54 |
| Tanhaiyaan        | Himesh Reshammiya, Sunidhi Chauhan | 2.00 |